# Хамза ибн Хусейн
Хамза ибн Хусейн (род. 29 марта 1980, Амман, Иордания) — иорданский принц из династии Хашимитов, единокровный брат короля Абдаллы. Наследный принц Иордании с 1999 по 2004 гг.

## Биография
Сын короля Хусейна ибн Талала и его жены королевы Нур, родился 29 марта 1980 года в Аммане. Получил начальное образование в Иордании, учился в английской школе Хэрроу.
Выпускник военной академии в Сандхерсте и Гарвардского университета.
Наследный принц Иордании с 1999 по 2004 гг, заменён своим племянником принцем Хусейном.
Также является почетным президентом Федерации баскетбола Иордании.
Полковник вооружённых сил Иордании.
Дважды женат, имеет 6 детей (дочь в первом браке, 4 дочери и сын во втором).

## Домашний арест
3 апреля 2021 года BBC опубликовала видео с Хамзой, в котором он сообщил, что помещён под домашний арест в рамках репрессий против критиков. Было заявлено, что видео было передано Би-би-си через адвоката принца Хамзы.
7 апреля 2021 года король Абдалла II публично намекнул, что его напряжённость в отношениях с Хамзой, который поклялся ему в верности через два дня после начала его домашнего ареста[уточнить], уходит, и что теперь Хамза находится «в своем дворце под моей защитой»". Абдалла также заявил, что кризис, который привёл к домашнему аресту Хамзы, начался, когда начальник военного штаба Иордании посетил принца Хамзу и предупредил его, чтобы он прекратил посещать встречи с критиками правительства.

## Награды
- Национальные
  - Большая лента Высшего ордена Возрождения (ноябрь 1995)
  - Большая лента ордена Звезды Иордании (ноябрь 1995)
  - Большая лента ордена Независимости
  - Офицер ордена За военные заслуги Аль-Хусейна
- Иностранные
  - Организация Объединенных Наций: Медаль ООН по поддержанию мира (2001)
  - Бахрейн: Первый класс ордена Ахмада аль-Фатех (8.1999)
  - Италия: Рыцарь Большого креста ордена «За заслуги перед Итальянской Республикой» (14/02/2001)
  - Нидерланды: Рыцарь Большого креста ордена Оранских-Нассау (30.10.2006)
  - Норвегия: Кавалер Большого креста с цепью ордена Святого Олафа